# Military-Science-Fiction
Military-Science-Fiction (abgekürzt MSF, Military-SF oder Military SF) ist ein Subgenre der Science-Fiction. Werke dieses Sub-Genres legen großes Gewicht auf die realistische Beschreibung fiktiver militärischer Konflikte, die Protagonisten sind meistens Teil einer militärischen Vereinigung. MSF umfasst das Spektrum von der Heroisierung bis zur kritischen Auseinandersetzung mit Krieg und seinen Folgen. Die meisten Werke der MSF sind der Hard-SF zuzurechnen.
Obwohl es Definitionsprobleme gibt (siehe Definitionsklärung), sind die realistische Beschreibung der militärischen Auseinandersetzung, der angewandten Taktik sowie der technischen Details aus militärischer Sicht fast immer als wesentliche Themen anzutreffen.
Eines der klassischen Werke, die der MSF zugerechnet werden können, ist Robert A. Heinleins Starship Troopers (siehe auch die Verfilmung) sowie Space-Navy-Adaptionen, die meist nach dem Modell der Royal Navy angelegt sind (siehe als Vorbild auch die Bücher um Horatio Hornblower). Beispiele hierfür sind David Webers Honor-Harrington-Universum oder David Feintuchs Nick-Seafort-Serie. Aber auch satirische Auseinandersetzungen mit dem Militär, wie Harry Harrisons Bill, The Galactic Hero oder Robert Asprins Phule's-Company-Serie werden zur Military-Science-Fiction gezählt.

## Definitionsklärung
Eine klare und eindeutige Abgrenzung zu anderen Sub-Genres der Science-Fiction wie der Space Opera sind nur selten möglich und fließend.
Als Beispiel für die problematische Zuordnung sei hier Lois McMaster Bujolds Vorkosigan-Serie genannt. Während die ersten drei Bücher generell der MSF zugerechnet werden, zählt man spätere Bände eher zum Subgenre der Space Opera, da die militärischen Aspekte eher in den Hintergrund gerückt sind.
Daher gibt es auch sehr unterschiedliche Definitionen für MSF:
- „Werke, die sich primär um militärische Protagonisten drehen, welche in Kriege verwickelt sind, die sich entweder im Weltraum oder auf fremden Planeten abspielen.“ (Don D’Amassa: Encyclopedia of Science Fiction, 2005)

- „Grundsätzlich einfach bewaffnete Truppen im Weltraum.“ (SFsite.com)

- „MSF beschäftigt sich mit militärischen Auseinandersetzungen an futuristischen Orten (Weltraum, Planeten) gegen die verschiedensten Gegner (veränderte Humanoide, Außerirdische, Maschinen) mit technisch hoch entwickelten Waffensystemen (Technik, Genetik).“ (Marg Gilks & Moira Allen: writing-world.com)

- „Für mich ist MSF Science Fiction, die von militärischen Situationen handelt, wobei ein grundsätzliches Verständnis über die Unterschiede des militärischen Lebens und der Charaktere vom Zivilleben und Zivilisten vorausgesetzt wird. MSF versucht eine realistische Portraitierung des Militärs in einem SF-Kontext. Es ist nicht „Alien erschießen.“ Es handelt von Menschen und Außerirdischen, die im Horror des Krieges gefangen sind. MSF ist keine Entschuldigung für simplifizierte Darstellungen komplexer Probleme.“ (David Drake: in einem Interview)

## Beispiele

### Romane
- Robert A. Heinleins Starship Troopers, ein Konflikt zwischen der Erde und einer insektoiden Zivilisation im All.
- Joe Haldemans Der Ewige Krieg, eine Einheit Soldaten im Kampf gegen die außerirdischen Taurier, die aufgrund der Überlichtgeschwindigkeit der Raumschiffe dem Effekt der Zeitdilatation ausgesetzt ist.
- In Edward E. Smiths Lensmen-Zyklus existiert die Galaktische Patrouille; eine Mischung aus Militär und interstellarer Polizeitruppe.
- Perry Rhodan, eine deutsche Heftromanserie, die unter dem Einfluss ihres ersten Exposé-Redakteurs Karl-Herbert Scheer („Handgranaten-Herbert“ oder auch „Kanonen-Herbert“) einen stark militarisierten Charakter aufwies, so dass die zeitgenössische Kritik Parallelen zu der Serie Der Landser zog.  Erst nach der Übernahme der Redaktion von William Voltz ab Band 674[10] wurde die Serie „entmilitarisiert“.[11] Ähnliche militaristische Elemente wies auch die SF-Romanreihe ZBV auf, die bereits vorher von Scheer verfasst worden war.
- David Webers Honor-Harrington-Reihe, die einen lang dauernden militärischen Konflikt mehrerer Sternenzivilisationen als Grundlage hat.
- Orson Scott Cards Das große Spiel hat eine ähnliche Grundlage wie Starship Troopers mit insektoiden Außerirdischen, aber mit Kindersoldaten als Protagonisten.
- Michael McCollums Der Antares-Krieg schildert das Schicksal von nach dem Ausbruch einer Supernova von der Erde abgeschnitten menschlichen Kolonisten, die von einer unbekannten Rasse angegriffen werden.
- John Scalzis Romanreihe, die mit dem Krieg der Klone beginnt, schildert eine galaktische Auseinandersetzung des terranischen Imperiums mit außerirdischen Zivilisationen mit Hilfe geklonter Senioren.

### Film und Fernsehen
- Enemy Mine – Geliebter Feind (1985), der einen Krieg zwischen Menschen und reptilienartigen Dracs beschreibt.
- Aliens – Die Rückkehr (1986), ein Trupp U.S. Colonial Marines inspiziert eine Weltraumkolonie zu der die Verbindung abriss, da die Kolonisten von tierischen Aliens befallen wurden und bekämpft diese.
- Space 2063 (1995–1996), der Kampf der Menschheit gegen die außerirdischen Chigs.
- Starship Troopers (1997), handelt von einem Krieg zwischen Menschen und „Arachnoiden“ (sehr großen Spinnentieren).
- Stargate – Kommando SG-1 (1997–2007), der Kampf der Menschen gegen verschiedene außerirdische Rassen, etwa Goa'uld, Replikatoren und Ori.
- Star Force Soldier (1998) mit Kurt Russell als Titelhelden im Kampf mit gentechnisch veränderten Soldaten auf einem abgelegenen Müllplaneten.
- Battlestar Galactica (2004–2009) beschreibt den Kampf zwischen Menschen und Zylonen genannten, teils selbst biologisch gewordenen Androiden.
- Avatar – Aufbruch nach Pandora (2009), im Auftrag einer Gesellschaft beuten menschliche Söldner den Planeten der primitiven humanoiden Na’vi aus.
- Edge of Tomorrow (2014), die Menschheit kämpft in Kontinentaleuropa gegen die Alienrasse Mimics.
- Star Wars: The Bad Batch (2021–2024), eine Gruppe flüchtiger Soldaten kämpft in einer Galaxis unter einem autokratischen System für ihre Freiheit.

### Video- und Brettspiele
- BattleTech von FASA
- Command & Conquer Spieleserie von Westwood Studios/Electronic Arts
- Gears of War von Epic Games
- Halo Spieleserie von Bungie
- Mass Effect Spieleserie von BioWare
- StarCraft Spieleserie von Blizzard
- Warhammer 40.000 von Games Workshop

## Kritik
Dieser Zweig der Science-Fiction wird manchmal folgendermaßen kritisiert:
- „… kein Zweifel, sie sind unter uns, die Wiedergänger längst totgeglaubter Säbelrassler und intergalaktischer Kriegsberichterstatter …“ (Phantasia Almanach Nr. 5)
- „… mit neokonservativer Geisteshaltung und den schriftstellerischen Fähigkeiten eines Elfjährigen …“ (Hannes Riffel: Lektor und Übersetzer)
- „… beschränken sie sich wie ehedem darauf, den US-amerikanischen Imperialismus von der Heimatfront ins Weltall zu verlegen.“ (Phantasia Almanach Nr. 5)

Der Cambridge Companion to Science Fiction fasst die Argumentation der Kritiker folgendermaßen zusammen: „… Hard SF, die in konservative Machtphantasien über Militärtechnik und Menschen, die mit überdimensionierten Waffen ihre Gegner töten, ausartet.“
In einem wissenschaftlichen Kontext ist es die Aufgabe der Science-Fiction, die Menschen an neue Technologie und Veränderungen zu gewöhnen (siehe dazu Susan Sontags Aufsatz zu wissenschaftlichen Aspekten der SF: Imagination of Disaster). Dies trifft auch auf die MSF zu. Dies lässt sich gut anhand der MSF und ihrer frühen Vertreter aufzeigen, die sich unter dem Eindruck von großen Kriegen (bis inklusive Zweitem Weltkrieg) mit Innovationen in der Kriegsführung und neuen Gegnern beschäftigten:
- George Tomkyns Chesney: The Battle of Dorking (1871)[15]
- Hermann Lang: The Air Battle (1859)[15]
- H. G. Wells: War of the Worlds (1898)[16]
- Ferdinand Grautoff: 1906. Der Zusammenbruch der alten Welt (1905)

In jüngerer Zeit wird durch die Asymmetrische Kriegführung (Terrorismus, Guerilla, Private Sicherheits- und Militärunternehmen) und das Aufflammen von Konflikten auf der ganzen Welt auch der Beschäftigung mit diesen militärischen Aspekten mehr Gewicht beigemessen (Vietnamkrieg bis 9/11):
- Harry Harrison: Der Chinger-Krieg (Bill, The Galactic Hero, 1964, deutsch 1973)
- Norman Spinrad: The Men in the Jungle (1967)[15]
- Norman Spinrad: The Big Flash (1969)[17]
- Andre Norton: Die Rebellen, auch Die Rebellen von Terra (Star Guard, 1955)[18]
- Mack Reynolds: Mercenary from Tomorrow (1962 Mercenary; exp. 1968)[15][19]

## Weiterführende Literatur
- Claus Ritter: Kampf um Utopolis oder Die Mobilmachung der Zukunft. Berlin (Verlag der Nation) 1987, ISBN 3-373-00083-1.
- Edward James, Farah Mendlesohn (Hrsg.): The Cambridge Companion to Science Fiction. Cambridge UP, New York 2003, ISBN 978-0-521-01657-5.
- David Seed (Hrsg.): A Companion to Science Fiction. Blackwell Limited, Grand Rapids 2005.
- Brian Stableford: Science Fact and Science Fiction. Routledge, New York 2006, ISBN 978-0-415-97460-8.
- Don D’Amassa: Encyclopedia of Science Fiction. Facts On File, New York 2005, ISBN 978-0-8160-5924-9.
- Kim Sawchuk: Biotourism, Fantastic Voyage, and Sublime Inner Space. In: Janine Marchessault, Kim Sawchuk (Hrsg.): Wild Science: Reading Feminism, Medicine and the Media. Routledge, London 2000, ISBN 978-0-415-20431-6, S. 9–23.
- Vivian Sobchak: The Scene of the Screen: Envisioning Cinematic and Electronic ‘Presence.’ In: Hans Ulrich Gumbrecht, K. Ludwig Pfeiffer (Hrsg.): Materialities of Communication. Stanford University Press, Stanford 1994, ISBN 978-0-8047-2264-3.
- Gary Westfahl: Science fiction literature through history. An encyclopedia, Santa Barbara, California (Greenwood) 2021, ISBN 978-1-4408-6617-3. ISBN 978-1-4408-6616-6. ISBN 978-1-4408-6618-0. ISBN 978-1-4408-6619-7.
- Philipp Theisohn: Starship troopers. The shaping of the space warrior in cold war astroculture, 1950-80, in: Alexander C. T. Geppert/Daniel Brandau/Tilman Siebeneichner (Hg.): Militarizing outer space. Astroculture, dystopia and the cold war, London (Palgrave Macmillan), S. 233–255. ISBN 978-1-349-95850-4